# Капитан Конан
«Капитан Конан» (фр. Capitaine Conan) — французская военная драма, поставленная в 1996 году режиссёром Бертраном Тавернье по одноименному роману Роже Верселя, получившего за него Гонкуровскую премию 1934 года. Главные роли исполнили Филипп Торретон и Самюэль Ле Бьян. В 1997 году фильм был номинирован в 9 категориях на получение кинопремии «Сезар», в двух из которых он одержал победу: за лучшую режиссерскую работу (Тавернье) и лучшую мужскую роль (Филипп Торретон).

## Сюжет
Ноябрь 1918 года, Болгария в конце Первой мировой войны. Офицер французской армии, командир разведывательной роты капитан Конан и его люди ждут приказа. Конан считает себя не просто солдатом-воином, но и солдатом воюющим, который не боится рисковать, смотреть смерти в лицо и проливать кровь. Конан убежден, что именно кровожадная доблесть его самого и его людей выиграли войну с Германией. Солдаты отряда Конана готовы идти за командиром хоть на край света, и это неудивительно: Конан — человек прямой и честный, он своенравный и упрямый, прирожденный лидер.
Однако, если значительная натура Конана во время войны была даром Божьим, в мирное время она приводит только к неприятностям, особенно когда капитан со своими друзьями Норбером и лейтенантом Де Севом посланы патрулировать сейчас спокойную границу. Конан и его бойцы слишком привыкли к бойне, чтобы так просто расстаться с её смертельными объятиями, поэтому они начинают устраивать вылазки в Балканские горы. Ситуация достигает пика, когда во время ограбления ночного клуба происходит убийство двух женщин; Конан и его люди подвержены военному трибуналу, что приводит к спору между капитаном и его близким другом Норбером, уважающего Конана, но не разделяет безоглядного энтузиазма своего командира.

## В ролях
| Актёр             | Роль                   |
| ----------------- | ---------------------- |
| Филипп Торретон   | капитан Конан          |
| Самюэль Ле Бьян   | лейтенант Норбер       |
| Бернар Ле Кок     | лейтенант де Сев       |
| Катрин Риш        | Мадлен Эрлен           |
| Мишель Шарваз     | сержант Сокол          |
| Франсуа Берлеан   | командир Бувье         |
| Клод Риш          | генерал Питар де Лазье |
| Андре Фалькон     | полковник Войрин       |
| Клод Броссе       | отец Дюбрейля          |
| Сесиль Вассори    | Жоржетта               |
| Франсуа Леванталь | Форжоль                |